# Turbinia
Die Turbinia war das erste Turbinenschiff der Welt, also das erste Dampfschiff, das nicht durch eine Dampf(kolben)maschine, sondern durch eine Dampfturbine angetrieben wurde.
Sie wurde 1894 unter Leitung des Dampfturbinen-Erfinders Charles Parsons gebaut, um die Leistungsfähigkeit des Turbinenantriebes zu testen und seine Überlegenheit zu demonstrieren. Der Versuch war ein voller Erfolg: Die Turbinia wurde auf Anhieb das mit Abstand schnellste Schiff der Welt und läutete so den Generationswechsel bei den Schiffsantrieben von der Dampfmaschine zur Dampfturbine ein.

## Geschichte

### Entwicklung und Bau

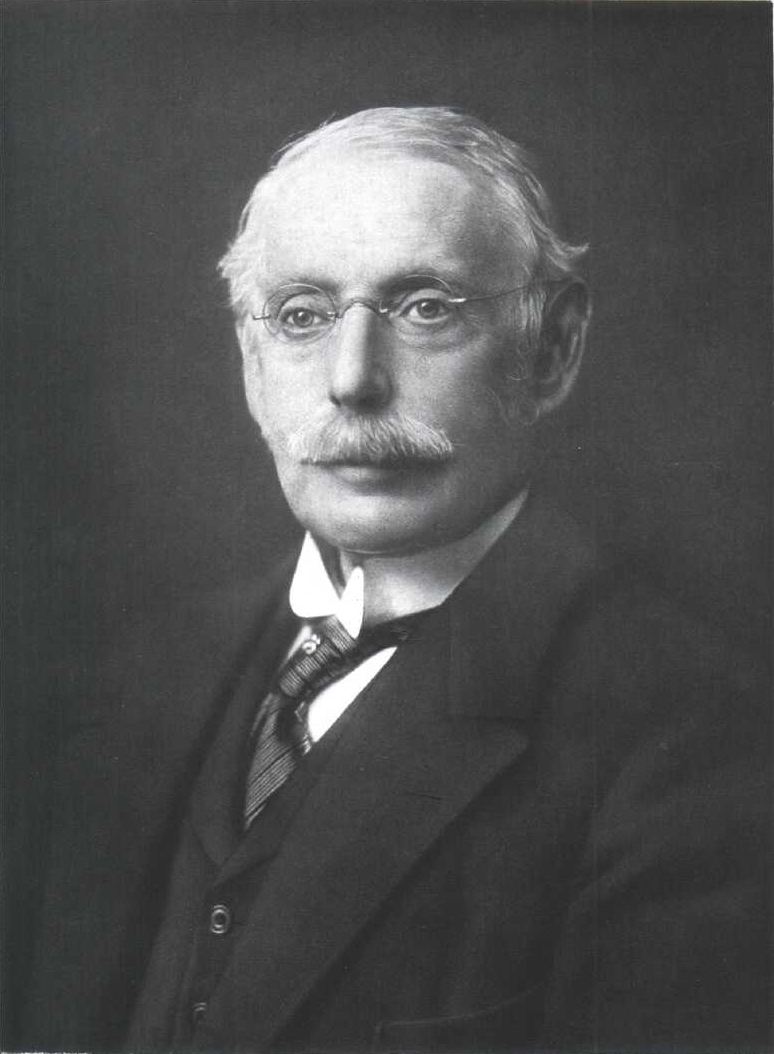
Sir Charles Parsons, der Entwickler der Turbinia

Nachdem Parsons 1884 die Parsons-Dampfturbine erfunden hatte, gründete er 1893 die Marine Steam Turbine Company in Wallsend-on-Tyne, um die neue Turbine als Antrieb für Schiffe marktreif zu entwickeln. Dieses Feld war bis dahin fest in der Hand von Dampfkolbenmaschinen. Als Testfahrzeug ließ er ein kleines und leichtes Stahlschiff von der Werft Brown & Hood in Wallsend-on-Tyne bauen. Am 2. August 1894 lief das zunächst nur schlicht als Experimental Run (Versuchslauf) bezeichnete, später auf den Namen Turbinia getaufte Schiff vom Stapel. Die Yacht wurde später wegen ihrer Geschwindigkeit und schlanken Form zu Ehren ihres Erbauers auch anerkennend als Parsons’ Ocean Greyhound (deutsch: „Parsons Ozean-Windhund“) bezeichnet.
Mit dem Testschiff experimentierte Parsons, der keine Ausbildung im Schiffbau hatte, mit verschiedenen Turbinen- und Propellerkonfigurationen. Die erste Version hatte nur eine Schraube, die von einer radial durchströmten Turbine angetrieben wurde. Sie blieb mit einer Geschwindigkeit von weniger als 20 Knoten weit hinter Parsons’ Erwartungen zurück. Der Grund lag vor allem in dem bis dahin unbekannten Problem der Kavitation, welche die Leistung mindert und schnell die Propeller zerstört. Bei den wesentlich geringeren Propellerdrehzahlen der langsam laufenden Dampfmaschinen trat dieses Problem nicht auf. Parsons untersuchte das Phänomen anhand von maßstäblichen Modellen in einem eigens dafür gebauten Wasserkanal mit Beobachtungsfenster, erkannte die Ursache und passte seine Konstruktion an, indem er die Anzahl der Schrauben erhöhte und deren Durchmesser (und damit die Umfangsgeschwindigkeit) zugleich reduzierte.
Auch optimierten die Entwickler den Strömungswiderstand und studierten die Wirkung der Bugwelle und Heckwelle, die aufgrund der Geschwindigkeit höher waren als bis dahin bei Booten dieser Größe bekannt.
Schließlich, nach fast zwei Jahren Entwicklungsarbeit, sieben Propellerentwürfen und mehr als 30 Testfahrten stand das erfolgreiche Antriebskonzept: Drei axial durchströmte Parsons-Turbinen (eine Hochdruck-, eine Mitteldruck- und eine Niederdruckturbine) trieben direkt, ohne Getriebe, je eine Welle an, auf der hintereinander drei Propeller im Abstand von jeweils etwa 1 m und eine Zwischenlagerung angeordnet waren. Auf der Welle der Mitteldruckturbine konnte zur Umschaltung der Drehrichtung eine Rückwärtsfahrturbine eingekuppelt werden.

### Öffentliche Demonstration und Rekordfahrten
Die Königliche Admiralität war über die Entwicklung des Turbinenantriebs zwar grundsätzlich informiert, ließ die revolutionären Ergebnisse aber zunächst unbeachtet.

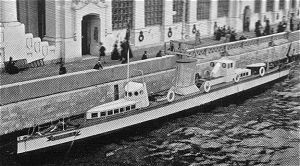
Die Turbinia bei der Weltausstellung in Paris

An die Öffentlichkeit trat Parsons mit seiner Entwicklung in spektakulärer Weise, als er mit der Turbinia am 26. Juni 1897 unangekündigt bei einer Flottenparade mit 165 Schiffen anlässlich des Diamantenen Thronjubiläums von Königin Victoria auf der Reede in Spithead auflief. Den Höhepunkt der Parade sollte ein Wettrennen der schnellsten Zerstörer der Admiralität bilden. Unter den Augen des Thronfolgers Albert Eduard, der Lords der Admiralität und zahlreicher Würdenträger und geladener Gäste aus dem In- und Ausland hisste die Turbinia einen roten Wimpel, brach aus der Ordnung der Parade aus und nahm als ziviles Schiff unerlaubterweise am Rennen teil. Mit anfänglicher Empörung ob des ordnungswidrigen Verhaltens, gefolgt von Erstaunen und Bewunderung konnten die Zuschauer verfolgen, wie die Turbinia das Feld dominierte. Dank ihrer überlegenen Geschwindigkeit und Wendigkeit distanzierte die Yacht mit Leichtigkeit die Patrouillenboote der Navy, welche darauf angesetzt wurden, die Turbinia zu jagen und zu stoppen.
Der überraschenden Vorstellung folgten weitere, von der Admiralität überwachte Tests, die den ersten Eindruck bestätigten. Noch im selben Jahr stellte die Turbinia den offiziellen Geschwindigkeitsrekord von 34,5 Knoten auf; mehr als 4 Knoten schneller als jedes andere Schiff zu dieser Zeit.
Im Jahre 1900 wurde die Turbinia für eine Demonstration nach Paris entsandt und auf der dortigen Weltausstellung (Exposition Universelle et Internationale de Paris) präsentiert, wo sie einen Großen Preis und eine Goldmedaille gewann.

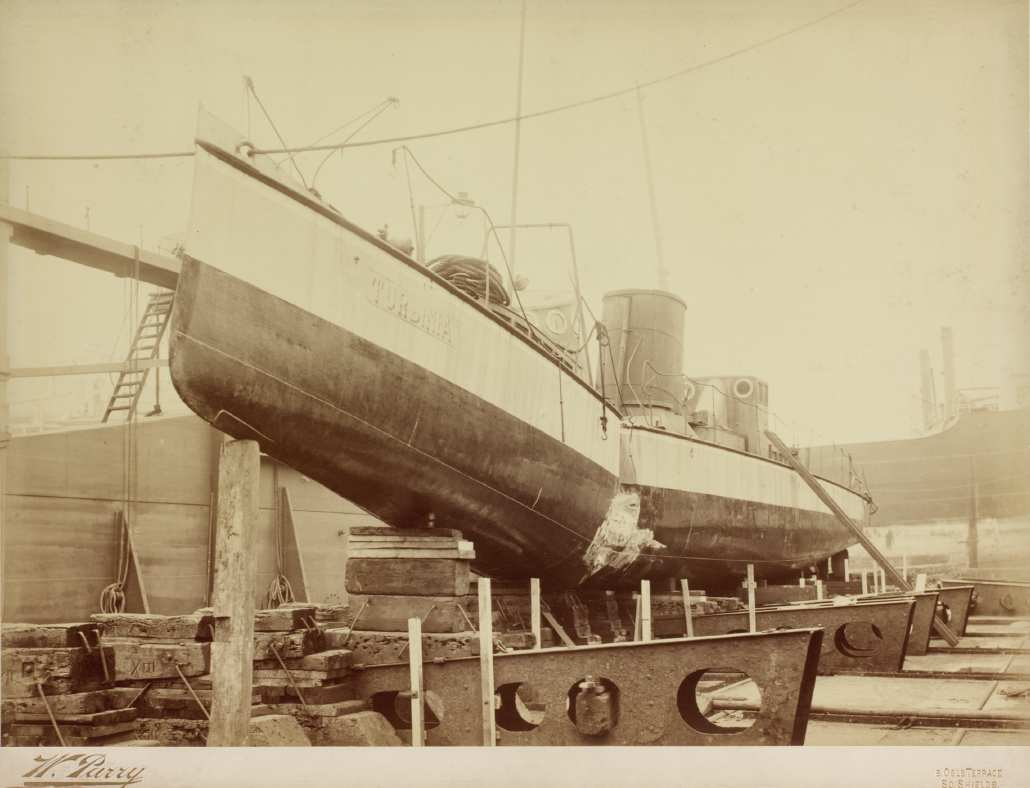
Die beschädigte Turbinia nach der Havarie mit der Crosby

### Havarie und Außerbetriebsetzung
1907 kam es zu einer Havarie mit der größeren Crosby. Während das Schiff vom südlichen Flussufer des Tyne vom Stapel lief, wurde die Turbinia gerammt und schwer beschädigt. Sie wurde zwar repariert, hatte danach aber mit mechanischen Problemen zu kämpfen, und wurde schließlich außer Dienst gestellt und an Land konserviert.

### Nachfolgemodelle
Beflügelt durch den Erfolg der Turbinia gründete Parsons seine eigene Werft Turbine Works in Wallsend-on-Tyne und baute als erstes im Auftrag der Royal Navy zwei turbinengetriebene Torpedobootzerstörer, die Viper und die Cobra. Sie wurden 1899 fertiggestellt, und obwohl beide später bei Unfällen sanken, überzeugten sie die Navy endgültig von der Leistungsfähigkeit des Turbinenantriebes. Wenige Jahre später, 1905, verfügte die Admiralität, dass alle zukünftig für die Royal Navy gebauten Kriegsschiffe einen Turbinenantrieb erhalten sollten. Im Jahr 1906 wurde das erste turbinengetriebene Schlachtschiff der Navy, die revolutionäre Dreadnought, in Dienst gestellt.
Das erste zivile Schiff mit Turbinenantrieb, das Parsons’ Werft verließ, war das Passagierschiff King Edward, das auf dem Fluss Clyde und dem Firth of Clyde in Schottland verkehrte. Kurze Zeit später folgten mit der Victorian und der Virginian (Bj. 1905) die ersten Schiffe mit Parsons-Turbine, die den Atlantik überquerten und mit der Lusitania und der Mauretania (Bj. 1907) die ersten großen Passagierdampfer, die beide Träger des Blauen Bandes waren.

### Verbleib im Museum
1926 wurde das berühmte Schiff an das Science Museum (Wissenschaftsmuseum) in London verkauft. Da der designierte Ausstellungsraum im South Kensington Museum in London nicht genug Platz bot, wurde die Turbinia zerschnitten, und nur das Heck mit dem Antrieb wurde ausgestellt. Der vordere Teil stand ab 1944 in einem Freilichtmuseum in Newcastle upon Tyne.
Ab 1959 wurde der beschädigte Mittelteil vom Science Museum rekonstruiert, das gesamte Schiff wieder zusammengesetzt und im Municipal Museum of Science and Industry (Städtisches Wissenschafts- und Industriemuseum) in Newcastle ausgestellt. 1994 wurde die Turbinia ins Discovery Museum in Newcastle verlegt, wo sie bis heute zu besichtigen ist. Die Originalturbine wurde herausgenommen und ist im Science Museum in London zu sehen.